# U černého selete
Zum schwarzen Ferkel, česky známý jako hostinec U černého selete nebo také jako hostinec U černého prasátka, byl podnik, který se nacházel v Berlíně na rohu třídy Unter den Linden a Neue Wilhelmstraße. Kolem roku 1890 byla tato vinárna místem, kde se setkával tamější okruh německých, severských a polských spisovatelů a umělců, včetně Augusta Strindberga, Edvarda Muncha nebo Stanisława Przybyszewského.

## Historie
Skutečné jméno vinárny, kterou vlastnil Gustav Türke, znělo: Vinotéka a degustační místnost Gustava Türkeho (Gustav Türkes Weinhandlung und Probierstube). Název, který vinárna přijala později, se váže k osobě Augusta Strindberga, kterému arménský vak na víno, visící nad vchodem, připomínal právě černé sele. Název se rychle uchytil mezi širší veřejností a majitel ho vlídně přijal.
Strindberg přijel do Berlína ze Švédska v roce 1892, rok poté, co se rozvedl se svou první manželkou Siri von Essenovou. Do Německa ho pozval švédský spisovatel Ola Hansson se svou manželkou, v jehož domě Strindberg následně nějakou dobu přebýval. Později se odstěhoval do pronajatého pokoje v hotelu v postranní uličce přetínající třídu Unter den Linden.
Poté, co se skandinávští umělci žijící v Berlíně dozvěděli, kde Strindberga po večerech mohou najít, těšila se vinárna veliké oblibě. Každý se chtěl se Strindbergem setkat a navázat s ním kontakty. Majitel Černého prasátka byl z návštěv skandinávské bohémy nadšen a velice si těchto hostů vážil.
Společnost, která se pravidelně ve vinárně scházela, se skládala mimo Strindberga z finského spisovatele Adolfa Paula, který pracoval pro Strindberga jako jeho komorník, německého spisovatele Richarda Dehmela, lékaře Carla Ludwiga Schleicha, polského novináře Stanisława Przybyszewského a v také literáta Oly Hanssona.
Postupně se ke skupině přidávali další umělci, jako třeba Edvard Munch, jenž zavítal do Berlína v říjnu roku 1892 v souvislosti s výstavou, která však vyvolala skandál a byla uzavřena po pouhých sedmi dnech. V listopadu stejného roku se stal členem i norský spisovatel Gunnar Heiberg. Dalšími Nory, kteří se k bohémě připojili, byli malíři a manželé Christian a Oda Krohgovi, spisovatel Axel Maurer a básník Gabriel Finne. Později se do skupiny přičlenila i norská spisovatelka Dagny Juel, která záhy přitáhla pozornost většiny mužů z těchto kruhů a s mnohými z nich navázala krátký poměr. 18. srpna 1893 se vdala za Przybyszewského.
Šarmu Dagny Juelové neunikl ani samotný Strindberg, který s ní měl v roce 1893 třítýdenní poměr. V této době byl ale zasnoubený s o mnoho let mladší rakouskou novinářkou Fridou Uhlovou, rovněž členkou neformální hospodské společnosti.
V současné době restaurace opět existuje.